# 페기 레아
페기 레이(Peggy Rea, 영어 발음: /ˈreɪ/, 1921년 3월 31일 ~ 2011년 2월 5일)는 미국의 배우이다.
로스앤젤레스에서 태어났다.

## 출연 작품
- 블루 데블 (1995년)
- 그레이스 언더 파이어 (1993년)
- 메이드 인 아메리카 (1993년)
- 러브 필드 (1992년)
- 스텝 바이 스텝 (1991년)
- 크로스 화이어 (1989년)
- 참전 용사 (1989년)
- 모정 (1979년)
- 사랑의 선물 (1978년)
- 립스틱 (1976년)
- 더 러닝 트리 (1969년)
- 올 인 더 패밀리 (1968년) - 버사 역
- 루킹 포 러브 (1964년)

### 텔레비전
- 월튼네 사람들 (1972년)
- 닥터 웰비 (1969년)
- 서부의 파라딘 (1957년)
- 딜론 보안관 (1955년)
- 왈가닥 루시 (1951년)
- 해저드 마을의 듀크 가족 (1979년)
- 불타는 서부 - 77년 시리즈 (1977년)